# Q-dance
La Q-Dance è un'impresa per l'intrattenimento olandese fondata nel 1998. È molto conosciuta soprattutto per i grandi festival Hardstyle che organizza in Europa e recentemente anche in paesi non europei come l'Australia. Oltre a questo dirige la sua etichetta discografica (Q-Dance) e un'agenzia di booking (Platinum Bookings).
Gli eventi che organizza sono incentrati sulla parte più dura della musica dance che comprendono generi come l'hardstyle, hardcore/gabber, hard trance e techno. Ed è la stessa Q-Dance che ha coniato il termine Hardstyle nel mondo il 4 luglio del 2002.

## Eventi

### Europei

Tomorrowland 2023 - Q-dance.

- Qlimax (Gelredome Arnhem nei Paesi Bassi)
- Defqon.1 Festival (Almere Strand nei Paesi Bassi) dal 2011 in Biddinghuizen per via dell'aeroporto in costruzione ad almere
- Dominator (con Art Of Dance, un'altra label olandese ma di musica Hardcore)
- Houseqlassics
- In Qontrol che non si tiene più dal 2010
- The Qontinent (con Bass EventsBelgio)
- Q-Base (Germania) (sostituito dal 2019 dall'Impaqt)
- Qlubtempo
- Qountdown (ex QrimeTime)
- X-Qlusive (riservato solo ai migliori Dj di Q-Dance dell'anno)
- Qapital (Ziggo Dome Arnhem nei Paesi Bassi)
- Hemqade 2014
- XXXelerator
- Freaqshow (sostituito prima nel 2018 con il WOW WOW e poi nel 2019 dall'EPIQ New Year's Eve)
- The Qult
- Q Dance Reuonion
- Q Dance presents: (ogni anno una serata dedicata ad un dj in particolare, non si svolge tutti gli anni)
- Qore 3.0 (festival dedicato esclusivamente all'hardcore e all'industrial hardcore svoltosi nel 2011 e nel 2012, ha cambiato denominazione nel 2013, denominati coi concept dei Dominator passati. La prima edizione si è chiamata Nirvana of Noise, concept del Dominator 2011)

### Non europei
- Defqon.1 Festival Australia (il primo si tenne nel 2009 a Sydney dove ora si svolgono gli eventi della Q*)
- Q-Dance Australia Tour 2008
- Sound Of Q-Dance Tour 2009
- X-Qlusive Australia (riservato solo ai migliori dj di Q-Dance dell'anno)
- Defqon.1 Festival Cile (tenutosi solo nel 2015 e nel 2016)

## Etichetta discografica
Oltre ad organizzare eventi musicali, dirige anche un'etichetta discografica, la Q-Dance Records, sotto il marchio Q-Dance. Le loro pubblicazioni sono codificate con i colori a seconda del genere musicale (ad esempio il nero per l'hardcore, l'arancione per l'hardstyle)

## Booking
La Q-Dance ha anche una sua agenzia di booking la Platinum Bookings, precedentemente conosciuta come Q-Bookings. Questa rappresenta artisti come Zatox, Technoboy, The Prophet, Zany e Luna.